# Brackel (baltisch-deutsches Adelsgeschlecht)

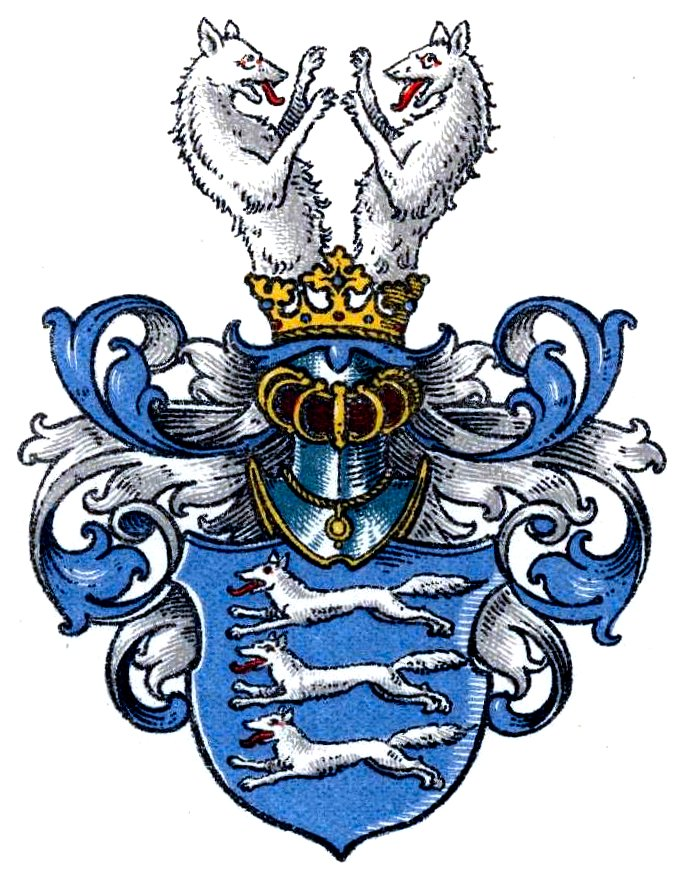
Wappen derer von Brackel bei Spießen

Die Herren von Brackel waren ein baltisch-deutsches Adelsgeschlecht.
Das Geschlecht ist von den rheinländisch-westfälischen Herren von Brackel, den deutsch-baltischen Herren von Brackel und den Edelherren von Brakel nach Brakel im Kreis Höxter zu unterscheiden.

## Geschichte
Die hier behandelte Familie stammt ursprünglich Livland und war seit dem 17. Jahrhundert auch in Dänemark ansässig. 1855–1865 erscheint ein Christoph Wilhelm von Brackel, Autor des Buchs Ferne Erörterung der schleswig-holsteinischen Erbfolgefrage vom staatsrechtlichen Standpuncte; nebst Erörterung der Staatserbfolge in Lauenburg, als Amtmann im Amt Schwarzenbek im Herzogtum Lauenburg.
Darüber hinaus findet sich im westfälischen Brackel ein Grabstein mit dem Wappen der Herren von Brackel. „Auf dem Grabstein eine blaue, oben mit Pfauenfedern besteckte Säule, die von zwei w. Wölfen angesprungen wird.“
Laut Spießen kommt die Familie noch im 19. Jahrhundert in Westfalen vor.

## Wappen
Blasonierung: In Blau drei silberne, nach rechts laufende Wölfe übereinander. Auf dem gekrönten Helm ein zwei wachsende, silberne, gegeneinander gekehrte Wölfe. Die Helmdecken sind blau-silber.
Weitere Wappendarstellungen:

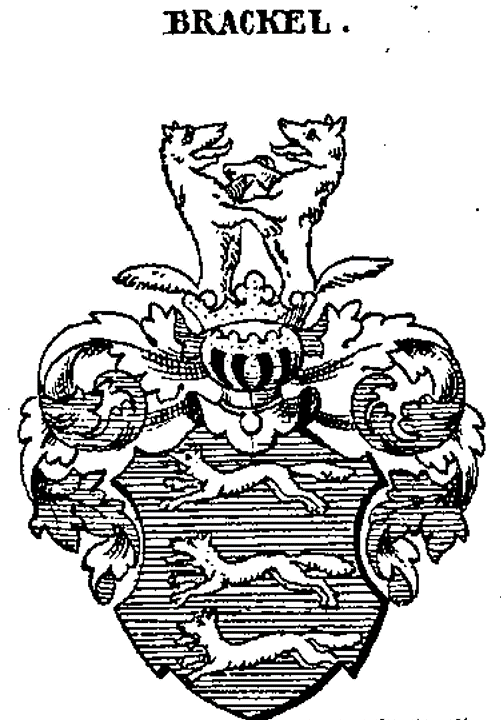
Wappen derer von Brackel bei Siebmacher
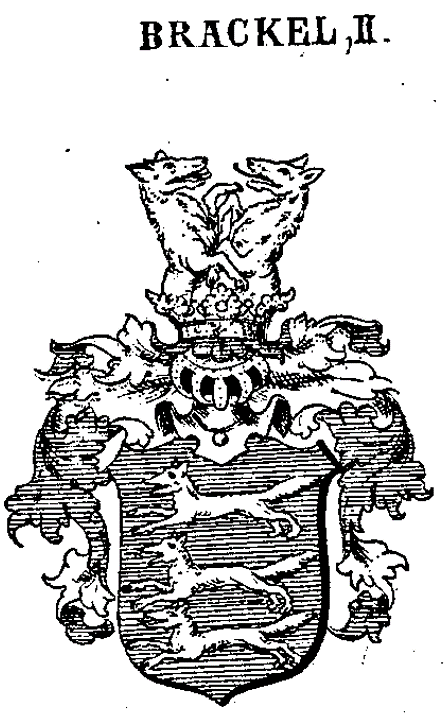
Wappen derer von Brackel bei Siebmacher